# 학원수강계약
학원수강계약은 학생과 학원간 과외교습을 목적으로 한 계약이다.

## 판례
공교육을 담당하는 교사 등과 마찬가지로 위와 같은 형태의 사교육을 담당하는 학원의 설립, 운영자나 교습자에게도 당해 학원에서 교습받는 수강생을 보호, 감독할 의무가 있다. 학원의 운영자나 교습자로서는 교습계약(수강계약)의 당사자로서 상대방 측인 수강생이 그 계약에 따라 교습을 받는 과정에서 부딪힐 수 있는 위험을 미리 제거할 수단을 강구하는 등의 필요한 조치를 취함으로써 수강생의 생명, 신체의 안전을 확보할 수 있도록 배려하여야 할 신의칙상의 주의의무가 있다.

## 같이 보기
- 계약
- 학원